# رتیل تگزاسی
رتیل تگزاسی (نام علمی: Aphonopelma anax) نام یک گونه از تیره رتیل است.